# Haplochrois theae
Haplochrois theae ist ein Schmetterling (Nachtfalter) aus der Familie der Grasminiermotten (Elachistidae).

## Merkmale
Die Falter erreichen eine Flügelspannweite von 9 bis 12 Millimeter. Der Kopf ist ockergrau und hinten graubraun. Die Fühler sind ockergrau, dunkel geringelt und leicht gesägt. Thorax und Tegulae sind graubraun. Die Vorderflügel sind graubraun und an der Basis etwas dunkler. Auf dem Vorderflügel befinden sich zwei dunkelgraue Striche, der erste liegt in der Costalfalte vor der Flügelmitte, der zweite befindet sich bei 3/4 der Vorderflügellänge in der Flügelmitte. Am Apex befinden sich dunkelgraue Flecke. Die Fransenschuppen sind grau und ockerfarben getönt.
Bei den Männchen ist der Gnathos mit den knaufförmigen Enden halb so lang wie das Tegumen. Die Valven sind nahezu kreisförmig. Die Anellus-Lappen sind ventral verbunden. Sie sind klein, schildförmig und haben zwei kleine Flecke mit ziemlich großen Dornen. Der Saccus ist schlank und verjüngt sich distal. Er ist 3/4 so lang wie das Tegumen. Der Aedeagus ist gerade und an der Basis kugelförmig.
Bei den Weibchen sind die Apophysen sehr kurz und kaum gebogen. Die Genitalplatte ist in zwei seitliche dreieckige Teile geteilt. Der Ductus bursae ist vor der Einmündung in das Corpus bursae eingebuchtet. Das Corpus bursae ist oval und wie der vordere Teil des Ductus bursae stark runzlig. Das Signum ist gerade, hornförmig und mit Dornen besetzt.

### Ähnliche Arten
Haplochrois theae kann von anderen Arten der Gattung anhand der geringen Flügelspannweite und der beiden dunklen Vorderflügelmale unterschieden werden.

## Verbreitung
Die Art ist im Westen Transkaukasiens und in Kleinasien beheimatet. Im Osten reicht das Verbreitungsgebiet bis China. Das ursprüngliche Verbreitungsgebiet war vermutlich Südostasien, von wo sich H. theae zusammen mit den sich ausdehnenden Teeplantagen am Ende des 19. Jahrhunderts ausbreitete.

## Biologie
Die Raupen entwickeln sich an Teesträuchern (Camellia sinensis) und Kamelien (Camellia japonica). Die Art ist ein ernst zu nehmender Schädling in Teeplantagen. Vom Spätsommer bis in den Herbst hinein fertigen die jungen Raupen kleine Fleckminen in Blättern an. Dabei wurden bis zu 40 Minen in einem Blatt gefunden. Die Raupen überwintern und verlassen in der zweiten Märzhälfte des kommenden Jahres die Mine, um sich in jungen Triebe zu fressen. Dabei werden im Mark Fraßgänge angelegt. In der zweiten Aprilhälfte kann man die befallenen Triebe anhand der verwelkten endständigen Blätter erkennen. Vor der Verpuppung nagt die Raupe ein Ausgangsloch und verschließt es mit einem Seidengespinst. Die Raupen verpuppen sich von Ende Mai bis Ende Juli im Fraßgang. Die Art bildet eine Generation im Jahr, die Falter fliegen von Juni bis August.

## Systematik
Aus der Literatur sind folgende Synonyme bekannt:
- Parametriotes theae Kusnezov, 1916